# Paraleptophlebia strigula
Paraleptophlebia strigula är en dagsländeart som först beskrevs av Mcdunnough 1932.  Paraleptophlebia strigula ingår i släktet Paraleptophlebia och familjen starrdagsländor. Inga underarter finns listade i Catalogue of Life.